# Knoll Open 2011
L'Knoll Open 2011 è stato un torneo professionistico di tennis femminile giocato sulla terra rossa. È stata la 12ª edizione del torneo, che fa parte dell'ITF Women's Circuit nell'ambito dell'ITF Women's Circuit 2011. Si è giocato a Bad Saulgau in Germania dal 25 al 31 luglio 2011.

## Partecipanti

### Teste di serie
| Nazionalità | Giocatrice         | Ranking* | Testa di serie |
| ----------- | ------------------ | -------- | -------------- |
| Italia      | Anna Floris        | 158      | 1              |
| Germania    | Tatjana Maria      | 179      | 2              |
| Germania    | Laura Siegemund    | 221      | 3              |
| Slovacchia  | Lenka Juríková     | 243      | 4              |
| Italia      | Anna Remondina     | 252      | 5              |
| Romania     | Ioana Raluca Olaru | 275      | 6              |
| Polonia     | Katarzyna Piter    | 278      | 7              |
| Italia      | Julia Mayr         | 286      | 8              |

- Ranking al 18 luglio 2011.

### Altre partecipanti
Giocatrici che hanno ricevuto una wild card:
- Anna-Lena Friedsam
- Jasmin Kling
- Laura Schäder
- Julia Trunk

Giocatrici che sono passate dalle qualificazioni:
- Mervana Jugić-Salkić
- Katarzyna Kawa
- Anna Korzeniak
- Viktorija Kutuzova
- Tereza Mrdeža
- Catalina Pella
- Daniela Seguel
- Vivienne Vierin

## Campionesse

### Singolare
Ioana Raluca Olaru ha battuto in finale  Tatjana Maria con il punteggio di 3–6, 6–3, 7–5

### Doppio
Maria Abramović /  Nicole Clerico hanno battuto in finale  Catalina Castaño /  Mariana Duque con il punteggio di 6–3, 5–7, [10–7]